# Kawin Thamsatchanan
Kawin Thamsatchanan (Bangkok, 1990. január 26. –) thaiföldi válogatott labdarúgó.

## Klub
A labdarúgást a Rajpracha FC csapatában kezdte. 2008 és 2017 között a Muangthong United FC csapatában játszott. 2018-ban a Oud-Heverlee Leuven csapatához szerződött.

## Nemzeti válogatott
2008-ban debütált a thaiföldi válogatottban. A thaiföldi válogatottban 62 mérkőzést játszott.

## Statisztika
| Thaiföldi válogatott | Thaiföldi válogatott | Thaiföldi válogatott |
| Időszak              | Mérk.                | gól                  |
| -------------------- | -------------------- | -------------------- |
| 2008                 | 1                    | 0                    |
| 2009                 | 0                    | 0                    |
| 2010                 | 7                    | 0                    |
| 2011                 | 3                    | 0                    |
| 2012                 | 9                    | 0                    |
| 2013                 | 1                    | 0                    |
| 2014                 | 9                    | 0                    |
| 2015                 | 5                    | 0                    |
| 2016                 | 15                   | 0                    |
| 2017                 | 6                    | 0                    |
| 2018                 | 3                    | 0                    |
| 2019                 | 3                    | 0                    |
| Összesen             | 62                   | 0                    |